# Obervellach
Obervellach è un comune austriaco di 2 284 abitanti nel distretto di Spittal an der Drau, in Carinzia; ha lo status di comune mercato (Marktgemeinde).

## Geografia fisica
Obervellach si trova nella Mölltal e il suo territorio è parzialmente compreso nel Parco nazionale Alti Tauri.

## Storia
"Velach" è citato per la prima volta in un documento del X secolo del vescovo di Frisinga Abramo di Gorizia, che governò dal 957 al 993; è probabile che il nome derivi dalla parola slovena vellach ("bianco"). Nel XII secolo un signore locale acquisì il titolo di conte e resse l'attuale territorio comunale; i conti di Gorizia nel 1164 costruirono il castello di Oberfalkenstein e sono citati in documenti del 1256 come proprietari di Obervellach. Nel 1460 il paese passò sotto il dominio degli Asburgo.
Fu una località mineraria di rilievo nel Basso Medioevo, come attestato dalle monete e dai manufatti d'argento che sono i prodotti storici del luogo. L'estrazione di oro e argento raggiunse l'apice sotto l'imperatore Massimiliano I, nel XVI secolo. Con il declino dell'estrazione dei metalli preziosi, nel XVII secolo, il comune s'impoverì; il rilancio economico si avviò con la scoperta di giacimenti di rame nel Großfragant, nel 1689.
Nell'agosto del 1825 l'alpinista viennese Josef Kyselak visitò la zona e restò piacevolmente sorpreso, osservando:
(Josef Kyselak)
Successivamente Kyselak descrisse il sentiero che, attraverso Dürnwellach, porta a Mallnitz.
Nel 1849 Obervellach divenne sede di un tribunale distrettuale e l'anno successivo fu istituito il comune dal quale nel 1869 furono scorporate le località di Flattach, Mallnitz e Penk, eretti in comuni autonomi.

## Monumenti e luoghi d'interesse
- Castel Trabuschgen

## Società
Secondo il censimento del 2001 aveva 2 540 abitanti, che sono per il 94,8% cittadini austriaci e per il 2,8 % cittadini tedeschi. L'87% della popolazione è cattolica, il 7,6% protestante, l'1% islamica e il resto è senza confessione religiosa.

## Economia
A Obervellach si trova una centrale idroelettrica ad alta pressione delle Österreichische Bundesbahnen, messa in funzione nel 1929: 3 turbine Pelton forniscono 16 MW grazie a un dislivello di 323 m.

## Amministrazione

### Gemellaggi
- Muggia